# チャーチル郡 (ネバダ州)
チャーチル郡（英: Churchill County）は、アメリカ合衆国ネバダ州の郡である。人口は2万5516人（2020年）。郡庁所在地はファロンである。
チャーチル郡はチャーチル郡コミュニケーションズと呼ぶ地元の電話会社を所有し運営していることが注目されている。

## 歴史
チャーチル郡は1861年にネバダ準州が創設されたときの9郡の1つだった。郡名はチャーチル砦（現在はライアン郡内にある）に因むものであり、さらに米墨戦争の英雄で1861年にアメリカ陸軍の監察長官になったシルベスター・チャーチル名誉准将に因むものだった。チャーチル郡は1864年まで組織が決まっておらず、その郡庁所在地はバックランズ（現在はライアン郡内にある）、1864年からラプラタ、1868年からスティルウォーターと移り、1904年に現在のファロンに移された。19世紀の間は人口が少なかったためにチャーチル郡を廃郡にする動きが何度かあったが、州議会議員のレミュエル・アレンがその度に食い止めてきた。その中には1875年に州議会で可決された廃郡法案を州知事に拒否権を行使させて止めたこともあった。

### 鉄道
イーグル・ソルトワークス鉄道は主に当初のセントラル・パシフィック鉄道の線路を使い、ルバ（ファーンリーの東3キロメートル）からイーグル・ソルトワークスまで22キロメートルを走らせていた。
セントラル・パシフィック鉄道（初代大陸横断鉄道）も郡内を通っていたが、当初ワズワースを通っていた経路が南に移ってファーンリーを通るようになった。セントラル・パシフィック鉄道は後にサザン・パシフィック鉄道となり、さらに1996年にはユニオン・パシフィック鉄道と合併した。

## 地理
チャーチル郡はネバダ州の北西部にある。アメリカ合衆国国勢調査局に拠れば、郡域全面積は5,023平方マイル (13,010 km2)であり、このうち陸地は4,929平方マイル (12,766 km2)、水域は94平方マイル (243 km2)で水域率は1.88%である。

### 隣接する郡
- ライアン郡 - 西
- ワショー郡 - 北西
- パーシング郡 - 北
- ランダー郡 - 東
- ナイ郡 - 南東
- ミネラル郡 - 南

### 国立保護地域
- ファロン国立野生生物保護区
- スティルウォーター国立野生生物保護区

## 人口動態
以下は2000年国勢調査による人口統計データである。
| 基礎データ - 人口: 23,982人 - 世帯数: 8,912 世帯 - 家族数: 6,461 家族 - 人口密度: 2人/km2（5人/mi2） - 住居数: 9,732軒 - 住居密度: 1軒/km5（2/mi2） 人種別人口構成 - 白人: 82.20% - アフリカン・アメリカン: 1.60% - ネイティブ・アメリカン: 4.78% - アジア人: 2.71% - 太平洋諸島系: 0.23% - その他の人種: 3.22% - 混血: 3.27% - ヒスパニック・ラテン系: 8.66% 年齢別人口構成 - 18歳未満: 28.9% - 18-24歳: 8.1% - 25-44歳: 28.7% - 45-64歳: 22.3% - 65歳以上: 11.9% - 年齢の中央値: 35歳 - 性比（女性100人あたり男性の人口） - 総人口: 100.6 - 18歳以上: 99.1 | 世帯と家族（対世帯数） - 18歳未満の子供がいる: 37.2% - 結婚・同居している夫婦: 57.7% - 未婚・離婚・死別女性が世帯主: 10.4% - 非家族世帯: 27.5% - 単身世帯: 22.5% - 65歳以上の老人1人暮らし: 8.5% - 平均構成人数 - 世帯: 2.64人 - 家族: 3.09人 収入と家計 - 収入の中央値 - 世帯: 40,808米ドル - 家族: 46,624米ドル - 性別 - 男性: 36,478米ドル - 女性: 25,000米ドル - 人口1人あたり収入: 19,264米ドル - 貧困線以下 - 対人口: 8.7% - 対家族数: 6.2% - 18歳未満: 10.8% - 65歳以上: 7.0% |

## 都市と町
- ファロン市（郡庁所在地）
- ファロンステーション、CDP
- イーストゲート、未編入領域
- ソルトウェルズ、未編入領域
- ヘイズン、未編入領域
- ラホンタン、未編入領域
- ミドルゲート、未編入領域
- ネバダシティ、未編入領域、ゴーストタウン

- スティルウォーター、未編入領域、ゴーストタウン
- ホワイトクラウドシティ、未編入領域、ゴーストタウン
- ディキシー・バレー、未編入領域、ゴーストタウン